# Pound Town
«Pound Town» — сингл американской рэперши Sexyy Red и американского музыкального продюсера Tay Keith, вышедшая 27 января 2023 года. Он стал прорывной песней Sexyy Red через вирусный доступ в TikTok. Официальный ремикс при участии Ники Минаж вышел 26 мая 2023 года.

## Предыстория
В интервью с Complex, Sexyy Red рассказал о процессе написания песни:
Я была в студии, просто на каких-то ленивых вещах, и мои люди сказали: «Да ладно, у вас есть больше песен для записи». И я такая: «У меня ничего не записано». Так что я пошла в кабинку, и это был мой первый в жизни фристайл. Я услышала ритм и просто начал читать рэп. Все это было фристайлом.
По словам Red, в день записи песни, она описывала, что происходило в её жизни, она упоминает, что ищет «папочек» и «дреды». Она также заявила в интервью: «Честно говоря, я даже не знала, что так получится. Когда я записывала её в стиле фристайла, я такая: „Это туго“, но я не сказала: „О, это будет хитом, она станет вирусной“. Я просто подумала, что это классная маленькая весёлая песня, которую можно спеть с друзьями».

## Выход и продвижение
Песня была выпущена 27 января 2023 года лейблом Open Shift Distribution. Продвигая песню, Sexyy Red сосредоточилась на фразе «Too many bitches, where the niggas at?», потому что она танцевала под это. Песня привлекла внимание на TikTok, особенно из-за фразы «My coochie pink, my booty-hole brown», которая породила много интернет-мемы в июле 2023 года. Sexyy Red сказала: «Я вижу мемы, я вижу подписи, и я смеюсь каждый раз. Хотя я не думаю, что это будет та часть песни, которая им понравилась». Sexyy Red получила со-подписи от знаменитостей, таких как Карди Би, Post Malone и Кай Сенат. Песня также вызвала #PoundTownChallenge в TikTok.
Рэпер GloRilla опубликовала видео, в котором она читает рэп, певица Саммер Уокер выпустила кавер на песню.

## Ремикс
Официальный ремикс под названием «Pound Town 2» при участии Ники Минаж вышел 26 мая 2023 года, которая написала сообщение: эЯ встретилась с Sexy Red и обнаружила, что она такая приземлённая и милая. Сначала я не могла услышать себя в этой песне, но однажды я отпустила и решил просто повеселиться с плохой с!учкой, в итоге мне понравилось, как это получилось!».
Ноа Грант из HotNewHipHop заявил: «Песня уже была довольно грязной, но королева рэпа нашла умные способы сделать её ещё более грязной со своим куплетом». Шон Грант из The Source прокомментировал, что куплет Ники Минаж «придаёт музыке непредвиденный поворот и увеличивает энергию песни». Джордан Дарвилл из The Fader написал, «Куплет нью-йоркской рэперши, полный острых баров о её прерогативе для удовольствия на её условиях, является хорошим контрастом с более разговорным стилем Sexyy Red, который больше похож на то, что немного чрезмерный друг доверяется вам».

## Чарты

### Недельные чарты
| Чарт (2023)                           | Высшая позиция |
| ------------------------------------- | -------------- |
| США (Billboard Hot 100)               | 66             |
| США (Billboard Hot R&B/Hip-Hop Songs) | 21             |
| США (Billboard R&B/Hip-Hop Airplay)   | 17             |
| США (Billboard Rhythmic)              | 19             |

### Годовые чарты
| Чарт (2023)                          | Позиция |
| ------------------------------------ | ------- |
| US Hot R&B/Hip-Hop Songs (Billboard) | 64      |

## Сертификации
| Регион                                                                      | Сертификация | Продажи   |
| --------------------------------------------------------------------------- | ------------ | --------- |
| США (RIAA)                                                                  | Платиновый   | 1 000 000 |
| Данные о продажах + прослушиваниях приведены только на основе сертификации. |              |           |